# فرودگاه سنت هیکینته
فرودگاه سنت هیکینته (به انگلیسی: Saint-Hyacinthe Aerodrome) یک فرودگاه خصوصی است که یک باند فرود آسفالت و چمن دارد و طول باند آن ۱٬۱۶۵ متر است. این فرودگاه در کشور کانادا قرار دارد و در ارتفاع ۳۶ متری از سطح دریا واقع شده است.